# Mohammed Kudus
Mohammed Kudus, född 2 augusti 2000, är en ghanansk fotbollsspelare som spelar för Tottenham Hotspur FC.

## Klubbkarriär
Den 16 juli 2020 värvades Kudus av Ajax, där han skrev på ett femårskontrakt. Kudus debuterade i Eredivisie den 20 september 2020 i en 3–0-vinst över RKC Waalwijk.
Den 27 augusti 2023 värvades Kudus av West Ham United, där han skrev på ett femårskontrakt.

## Landslagskarriär
Kudus debuterade och gjorde sitt första mål för Ghanas landslag den 14 november 2019 i en 2–0-vinst över Sydafrika.